# Marco Angulo
Marco Antonio Angulo Solórzano (ur. 8 maja 2002 w Esmeraldas, zm. 11 listopada 2024) – ekwadorski piłkarz występujący na pozycji defensywnego pomocnika, reprezentant Ekwadoru, od 2023 roku zawodnik amerykańskiego FC Cincinnati.
Zmarł 11 listopada 2024, w wyniku obrażeń doznanych w wypadku samochodowym, do którego doszło 7 października.